# Nicole Maurey
Nicole Maurey (Bois-Colombes, 20 dicembre 1926 – Versailles, 11 marzo 2016) è stata un'attrice francese.

## Biografia
Nata a Bois-Colombes, un comune a nord ovest di Parigi, Nicole Maurey studiò come ballerina classica e iniziò a seguire i corsi di recitazione di Maurice Escande e Jacques Charon, grazie all'incoraggiamento della madre, appassionata di teatro. Debuttò nel cinema nel 1945, interpretando alcuni film in costume di produzione francese, come Pamela (1945) e Il conte nero (1945), accanto a Georges Guétary. Alla fine degli anni quaranta partecipò ad alcune produzioni teatrali, tra le quali la pièce americana Harvey di Mary Chase, adattata dal drammaturgo francese Marcel Achard. Nel 1951 debuttò sul grande schermo con il ruolo di Mademoiselle Louise, la giovane istitutrice de Il diario di un curato di campagna (1951), uno dei capolavori del cinema francese, diretto da Robert Bresson e tratto dall'omonimo romanzo scritto nel 1936 da Georges Bernanos.
La Maurey ottenne successivamente un altro ruolo di rilievo, quello di Yvonne Leriche, nel dramma Le compagne della notte (1953) di Ralph Habib, uno studio sulle difficoltà esistenziali di un gruppo di prostitute parigine. Nello stesso anno l'attrice iniziò una fortunata parentesi hollywoodiana, quando venne scelta dal regista George Seaton per il melodramma Per ritrovarti (1953), girato in esterni a Parigi. Nella pellicola, prodotta dalla Paramount Pictures, la Maurey comparve nelle scene in flashback nel ruolo della cantante parigina di cui si innamora il corrispondente di guerra americano Bill Wainwright (Bing Crosby) e che viene fucilata dai nazisti durante l'Occupazione, lasciando un figlioletto che Wainwright ritorna a cercare dopo la fine della guerra e che ritrova in un orfanotrofio.
Malgrado il successo ottenuto negli Stati Uniti, l'attrice rifiutò di sottoscrivere un contratto in esclusiva con Hollywood, per poter continuare la propria attività anche in Europa. Nel 1953 comparve ancora nel film francese Il nemico pubblico numero uno (1953), una commedia degli equivoci interpretata da Fernandel, e nei kolossal storici Versailles (1954) e Napoleone Bonaparte (1954), due sfarzose produzioni dirette da Sacha Guitry. Sempre nel 1954 interpretò la rifugiata rumena ricercata dalla polizia ne Il segreto degli Incas (1954), una romantica avventura ambientata in Perù e cointerpretata da Charlton Heston e Robert Young, due americani che si avventurano sulle Ande alla ricerca di un tesoro risalente all'antica civiltà Incas.
Ammirata per il suo charme e per la sua bellezza ed eleganza, la Maurey conquistò la copertina della rivista statunitense Life e venne successivamente scritturata dalla RKO per il breve ma incisivo ruolo della prostituta Fiamma nel dramma bellico La soglia dell'inferno (1957), una produzione a basso budget (divenuta in seguito un piccolo classico) che venne girata in appena tre settimane, e che fu interpretata da Mickey Rooney nel ruolo di un sergente delle truppe americane di rigidi principi morali che, di stanza in Europa, si innamora di Fiamma (la Maurey), per poi scoprire che la ragazza è una prostituta. Fu una delle migliori interpretazioni sul grande schermo dell'attrice che, nello stesso periodo, apparve anche in una commedia di produzione britannica, Sette mogli per un marito (1955), una satira sul tema della bigamia interpretata anche da Rex Harrison e Kay Kendall, e in due produzioni francesi di genere poliziesco, Polizia – sezione scomparsi (1956), al fianco di Maurice Ronet, e Azione immediata (1957), accanto a Lino Ventura e Henri Vidal.
Nella seconda metà degli anni cinquanta la carriera dell'attrice raggiunse l'apice: reduce dalla Gran Bretagna per il giallo L'arma del delitto (1957), la Maurey tornò negli Stati Uniti per accettare dalla Columbia Pictures il ruolo di Suzanne Roualet nella commedia Io e il colonnello (1958), in cui fu protagonista accanto a Danny Kaye. L'anno successivo lavorò nuovamente in una produzione britannica, Il capro espiatorio (1959), tratto da un romanzo di Daphne Du Maurier, in cui il protagonista Alec Guinness interpretò il doppio ruolo di un professore inglese e del suo sosia, un nobile francese di cui assume l'identità. Il 1959 fu anche l'anno del western I ribelli del Kansas (1959), un genere in cui l'attrice interpretò – al fianco di Jeff Chandler - il suo consueto ruolo di bella protagonista di origini europee, nell'occasione nei panni della francese Jeanne Dubois. Seguì il ruolo di Constanta Sluiter nel poliziesco La casa dei sette falchi (1959), una produzione MGM con Robert Taylor.
Nel 1960 la Maurey terminò la propria esperienza a Hollywood con la commedia In due è un'altra cosa (1960), nella quale ritrovò Bing Crosby. L'interpretazione dell'attrice, nei panni di Helene Gauthier, una professoressa francese che fa innamorare di sé un vedovo (Crosby), deciso a riprendere gli studi universitari che non aveva potuto intraprendere in gioventù, venne apprezzata da pubblico e critica. Per un paio d'anni la Maurey lavorò stabilmente in Inghilterra, partecipando alle commedie Scambiamoci le mogli (1961) con Terry-Thomas e Entrate senza bussare (1961) con Richard Todd, a uno dei classici della fantascienza del periodo, L'invasione dei mostri verdi (1962), accanto a Howard Keel, e al dramma poliziesco Il limite della vergogna (1963), ancora al fianco di Richard Todd e con Jeremy Brett.
Al ritorno in Francia l'attrice rallentò l'attività. Ad eccezione dei film Sparate su Stanislao (1965), commedia di humour e spionaggio internazionale con Jean Marais, e del poliziesco Il commissario non perdona (1968), la Maurey si dedicò completamente al piccolo schermo, con alcune parentesi teatrali all'inizio degli anni settanta. Interprete di numerose miniserie televisive e film per la TV, l'attrice si ritirò dalle scene alla fine degli anni ottanta, tornando a recitare in un'unica occasione per il piccolo schermo nel film Le grand Batre (1997).

## Filmografia
- Il conte nero (Le cavalier noir), regia di Gilles Grangier (1945)
- Pamela (Paméla), regia di Pierre de Hérain (1945)
- Blondine, regia di Henri Mahé (1945)
- La bataille du feu, regia di Maurice de Canonge (1949)
- Il diario di un curato di campagna (Journal d'un curé de campagne), regia di Robert Bresson (1951)
- Rendez-vous à Grenade, regia di Richard Pottier (1952)
- Le dernier Robin des Bois, regia di André Berthomieu (1953)
- Opération Magali, regia di László V. Kish (1953)
- Le compagne della notte (Les compagnes de la nuit), regia di Ralph Habib (1953)
- Per ritrovarti (Little Boy Lost), regia di George Seaton (1953)
- Il nemico pubblico n. 1 (L'ennemi public n. 1), regia di Henri Verneuil (1953)
- Versailles (Si Versailles m'était conté), regia di Sacha Guitry (1954)
- L'oeil en coulisse, regia di André Berthomieu (1954)
- Il segreto degli Incas (Secret of the Incas), regia di Jerry Hopper (1954)
- Napoleone Bonaparte (Napoléon), regia di Sacha Guitry (1955)
- Sette mogli per un marito (The Constant Husband), regia di Sidney Gilliat (1955)
- La soglia dell'inferno (The Bold and the Brave), regia di Lewis R. Foster (1956)
- Polizia sezione scomparsi (Section des disparus), regia di Pierre Chenal (1956)
- Azione immediata (Action immédiate), regia di Maurice Labro (1957)
- L'arma del delitto (The Weapon), regia di Val Guest (1957)
- Rogue's Yarn, regia di Vernon Sewell (1957)
- Io e il colonnello (Me and the Colonel), regia di Peter Glenville (1958)
- Il capro espiatorio (The Scapegoat), regia di Robert Hamer (1959)
- I ribelli del Kansas (The Jayhawkers), regia di Melvin Frank (1959)
- La casa dei sette falchi (The House of the Seven Hawks), regia di Richard Thorpe (1959)
- In due è un'altra cosa (High Time), regia di Blake Edwards (1960)
- Scambiamoci le mogli (His and Hers), regia di Brian Desmond Hurst (1961)
- Entrate senza bussare (Don't Bother to Knock), regia di Cyril Frankel (1961)
- L'invasione dei mostri verdi (The Day of the Triffids), regia di Steve Sekely (1962)
- Il limite della vergogna (The Very Edge), regia di Cyril Frankel (1963)
- Avatar, regia di Lazare Iglesis (1964) (per la TV)
- Sparate su Stanislao (Pleins feux sur Stanislas), regia di Jean-Charles Dudrumet (1965)
- La morale de l'histoire, regia di Claude Dagues (1966) (per la TV)
- Il commissario non perdona (Sale temps pour les mouches), regia di Guy Lefranc (1968)
- Gloria, regia di Claude Autant-Lara (1977)
- Chanel Solitaire, regia di George Kaczender (1981)
- Le grand Batre, regia di Laurent Carcélès (1997) (per la TV)

## Doppiatrici italiane
- Renata Marini in Il diario di un curato di campagna
- Rosetta Calavetta in Il segreto degli Incas
- Maria Pia Di Meo in La casa dei sette falchi
- Elda Tattoli in Il capro espiatorio
- Dhia Cristiani in In due è un'altra cosa
- Gabriella Genta in L'invasione dei mosti verdi